# Le Saut du diable
Série
Le Saut du diable 2 : le Sentier des loups
(2022)
Pour plus de détails, voir Fiche technique et Distribution.
Le Saut du diable est un téléfilm français en deux parties réalisé par Abel Ferry, diffusé en 2021.

## Synopsis
Paul Vilar (Philippe Bas) est un ancien officier des Forces spéciales. Il est spécialiste de l'escalade et des sports extrêmes. Il vit séparé de sa femme Audrey (Armelle Deutsch) et de sa fille Sara (Maïra Schmitt) en Savoie.
Pour l'anniversaire de sa fille dont il espère se rapprocher, il prépare une randonnée en montagne. Elle déteste la randonnée et aurait préféré passer la soirée avec ses amis et son petit-ami Valentin (Rémi Poilane). Sa mère insiste pour qu'elle passe quelques jours avec son père.
Lors de la randonnée, Ils font une pause pour manger, elle s'éloigne pour chercher du réseau afin de téléphoner à son petit ami. Elle tombe soudain sur des migrants en haut du plateau et filme un passeur en train de poignarder l'un des migrants. Ahurie, elle tente de s'enfuir mais l'un des trafiquants la voit…

## Fiche technique
Sauf indication contraire ou complémentaire, les informations mentionnées dans cette section proviennent du générique de fin de l'œuvre audiovisuelle présentée ici.
- Titre original : Le Saut du diable
- Réalisation : Abel Ferry
- Scénario : Louise Bierben, Abel Ferry et Éric Rondeaux, d'après une idée originale d'Abel Ferry et Éric Rondeaux
- Musique : Jean-Pierre Taïeb
- Décors : Michel Éric
- Costumes : Teresa Kurys
- Photographie : Marc Romani
- Montage : Joël Jacovella et Hugo Picazo
- Production : Iris Strauss ; Philippe Bas (coproduction)
- Sociétés de production : CPB Films ; Yellow Butterfly (coproduction)
- Sociétés de distribution : TF1 Distribution
- Pays d'origine :  France
- Langues originales : français ; anglais
- Format : couleur
- Genre : thriller
- Durée : 90 minutes
- Dates de première diffusion :
  - Belgique : 19 mai 2021 sur RTL TVI
  - Suisse : 21 mai 2021 sur RTS Un[1]
  - France : 17 juin 2021 sur TF1

## Distribution
- Philippe Bas : Paul Vilar
- Maïra Schmitt : Sara Vilar
- Armelle Deutsch : Audrey
- Laurent Maurel : Fred Bessans
- Yann Pradal : Marco Caizzi
- Olivier Sa : Karl
- Sébastien Thirion : Sergio
- Denis Braccini : Antoine
- Dorylia Calmel : Manon Fayolle
- Thomas Di Genova : l'adjudant Giacometti
- Rémi Poilane : Valentin
- Christophe Gendreau : Xavier
- David Marnezy : le grimpeur accidenté

## Production

### Genèse et développement
En fin des années 2010, le réalisateur Abel Ferry et le scénariste Éric Rondeaux envisagent la suite du téléfilm catastrophe Piège blanc (2014), sans succès. Ils souhaitent travailler à nouveau avec Philippe Bas, à qui ils proposent le projet.

### Attribution des rôles
Le 19 octobre 2020, on apprend que Philippe Bas commence le tournage, aux côtés de Maïra Schmidtt et d'Armelle Deutsch, retrouvant Abel Ferry et Éric Rondeaux, 7 ans après le téléfilm Piège blanc (2014). L'acteur se dit inspiré de l'aventurier Mike Horn et exécute des cascades physiques.

### Tournage

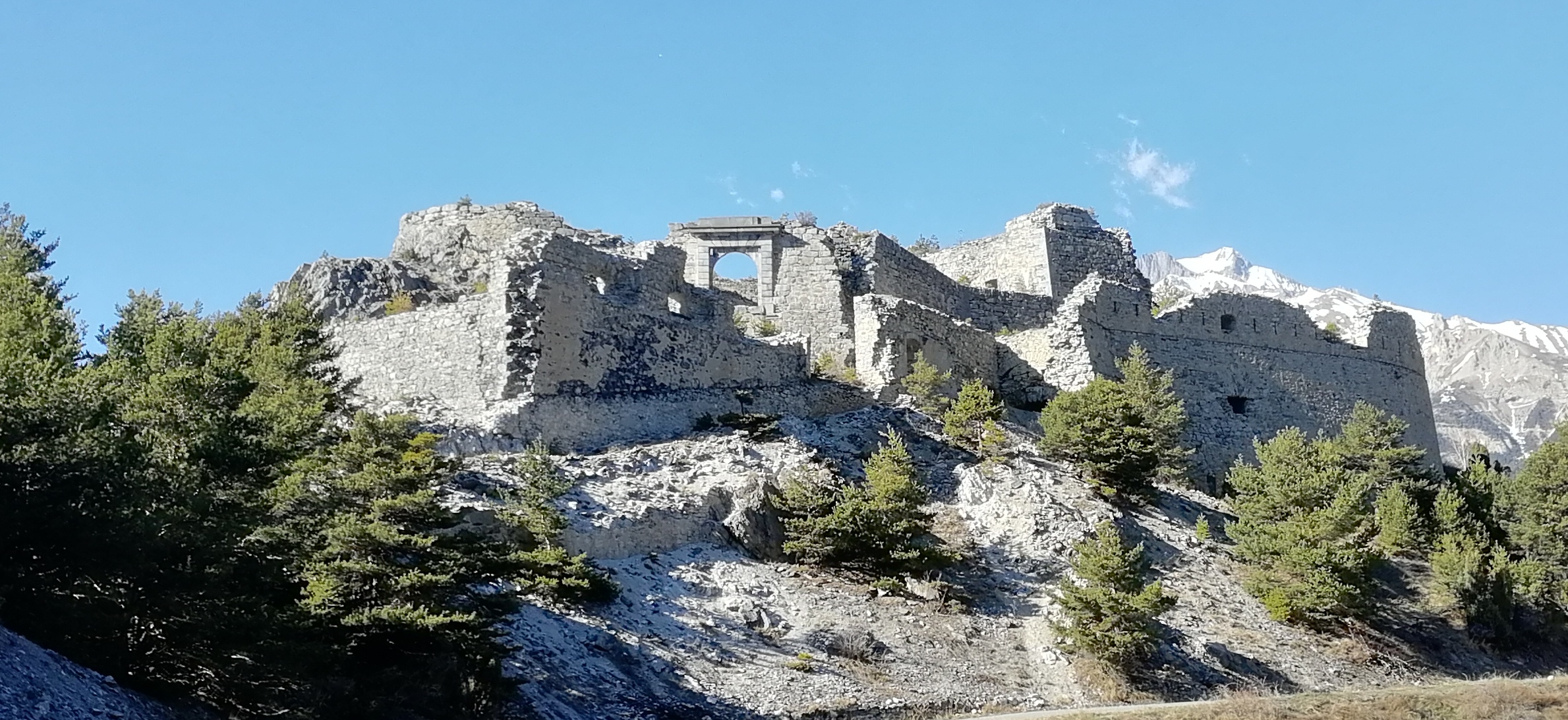
Le fort Charles-Félix, où se cachent Paul et Sara durant la nuit.

Le tournage a lieu en Auvergne-Rhône-Alpes, entre le 19 octobre et le 20 novembre 2020. Il est précisément tourné en Savoie à Aix-les-Bains, à Chambéry et au village d'Aussois ainsi que ses alentours tels que le fort Charles-Félix dans la barrière de l'Esseillon — où se cachent Paul et Sara, la cascade Saint-Benoit à Avrieux et l’usine du Bois, Villarodin-Bourget, en passant la vallée de la Maurienne et le parc de la Vanoise,,. Pendant les prises de vues dans un canyon, l’eau fait 8 degrés et la température extérieure, 2 degrés.
Le 15 novembre de la même année, on annonce que le tournage s'est momentanément interrompu en raison de la Covid-19 : Philippe Bas en est contaminé, comme certains dans son équipe.

## Accueil

### Diffusions
Le Saut du diable est d'abord diffusé en première partie de soirée le 19 mai 2021 sur RTL TVI, en Belgique. Le 21 mai 2021 sur RTS Un, en Suisse. Le 17 juin 2021 en deux parties sur TF1, en France.

### Audiences
En Belgique, le téléfilm attire 468 000 téléspectateurs. En France, les deux parties comptent 6,12 millions de téléspectateurs, soit une part de marché de 30,5 %.

### Critiques
Hacène Chouchaoui de Télé 7 jours assure que le « téléfilm d'action à la réalisation maitrisée, spectaculaire, au rythme intense, bourré d'adrénaline. Le duo Philippe Bas-Maïra Schmitt fonctionne à merveille. Impressionnant ! On en redemande ! ».
Julia Baudin du Figaro voit le personnage de Philippe Bas en « mauvais Rambo. Où le héros reprend le dessus, montrant qu’il n’a rien perdu de sa superbe. Où le lien se resserre - « Papa, Papa ! - Ma fille, je ne t’abandonnerai plus jamais… ». Où les méchants sont bien punis ». Marion Michel du Télérama n'a pas aimé le téléfilm : « si Abel Ferry filme la montagne avec un enthousiasme d’habitué (ses deux dernières réalisations étaient déjà en altitude), le second épisode frôle la plongée nauséeuse dans « le canyon le plus dangereux d’Europe », à la manière d’un jeu vidéo type « first-person shooter » (FPS pour les intimes…), et égare le scénario dans les toboggans de canyoning ».

## Suite
En mai 2022, on apprend que Philippe Bas et Maïra Schmitt reprennent leur rôle pour la suite du Saut du diable. Benjamin Baroche se joint à l'équipe, et que le tournage « devrait se faire au mois de juin », révèle Benjamin Baroche, dans un entretien.